# العلاقات الأيرلندية الليختنشتانية
العلاقات الأيرلندية الليختنشتانية هي العلاقات الثنائية التي تجمع بين جمهورية أيرلندا وليختنشتاين.

## مقارنة بين البلدين
هذه مقارنة عامة ومرجعية للدولتين:
| وجه المقارنة                                              | جمهورية أيرلندا                                       | ليختنشتاين                                 |
| --------------------------------------------------------- | ----------------------------------------------------- | ------------------------------------------ |
| المساحة (كم2)                                             | 70.27 ألف                                             | 16                                         |
| عدد السكان (نسمة)                                         | 4.76 مليون                                            | 37.47 ألف                                  |
| الكثافة السكانية (ن./كم²)                                 | 67.74                                                 | 234.19 ألف                                 |
| العاصمة                                                   | دبلن                                                  | فادوتس                                     |
| اللغة الرسمية                                             | اللغة الأيرلندية، لغة إنجليزية، الإنجليزية الأيرلندية | اللغة الألمانية                            |
| العملة                                                    | جنيه أيرلندي، يورو، عملات اليورو الأيرلندية           | فرنك سويسري                                |
| الناتج المحلي الإجمالي (بليون دولار)                      | 333.73 مليار                                          | 6.29 مليار                                 |
| الناتج المحلي الإجمالي (تعادل القوة الشرائية) بليون دولار | 318.16 مليار                                          |                                            |
| الناتج المحلي الإجمالي الاسمي للفرد دولار أمريكي          | 61.13 ألف                                             |                                            |
| الناتج المحلي الإجمالي للفرد دولار أمريكي                 |                                                       |                                            |
| مؤشر التنمية البشرية                                      | 0.916                                                 | 0.908                                      |
| رمز المكالمات الدولي                                      | +353                                                  | +423                                       |
| رمز الإنترنت                                              | .ie                                                   | .li                                        |
| المنطقة الزمنية                                           | 00، ت ع م+01:00، أوروبا/دبلن ‏                         | توقيت وسط أوروبا، ت ع م+01:00، ت ع م+02:00 |

## منظمات دولية مشتركة
يشترك البلدان في عضوية مجموعة من المنظمات الدولية، منها:
| علم المنظمة | اسم المنظمة                    | تاريخ انضمام جمهورية أيرلندا | تاريخ انضمام ليختنشتاين |
| ----------- | ------------------------------ | ---------------------------- | ----------------------- |
|             | الاتحاد البريدي العالمي        | ?                            | ?                       |
|             | منظمة حظر الأسلحة الكيميائية   | ?                            | ?                       |
|             | منظمة التجارة العالمية         | ?                            | ?                       |
|             | الأمم المتحدة                  | 14 ديسمبر 1955               | 18 سبتمبر 1990          |
|             | منظمة الشرطة الجنائية الدولية  | ?                            | ?                       |
|             | الاتحاد الدولي للاتصالات       | 8 ديسمبر 1923                | 25 يوليو 1963           |
|             | مجلس أوروبا                    | ?                            | ?                       |
|             | منظمة الأمن والتعاون في أوروبا | 25 يونيو 1973                | 25 يونيو 1973           |